# Абуталіпова Рамзана Асхатівна
Абуталі́пова Рамза́на Асха́тівна (*30 березня 1954, місто Стерлітамак) — башкирська поетеса, мовознавець, доктор філологічних наук (2009), заслужений вчитель Башкирії (2004), відмінник просвіти Башкирії (1994), почесний працівник вищої професійної освіти Росії (2009), член Спілки письменників (2000).
Після закінчення Башкирського державного університету 1976 року працював у Старобабичевській середній школі Кармаскалинського району, з 1978 року — у школі-інтернаті № 1 міста Бєлорєцьк, з 1984 року — в ПТУ № 54 міста Стерлітамак, з 1985 року — в школі-інтернаті № 1 міста Стерлітамак. З 1987 року викладає в Стерлітамацькому відділенні Башкирського державного університету, де в 1997–2000 роках була заступником декана факультету початкових класів.
Наукові праці присвячені проблемам функціональної граматики, методиці вивчення башкирської мови. Автор понад 100 наукових праць, у тому числі підручників, словників; книг для дітей «Скільки років тобі, Аніса?» (1993), «Коник грає у схованки» (2002) та інші.